# Comuna de París (Revolución francesa)

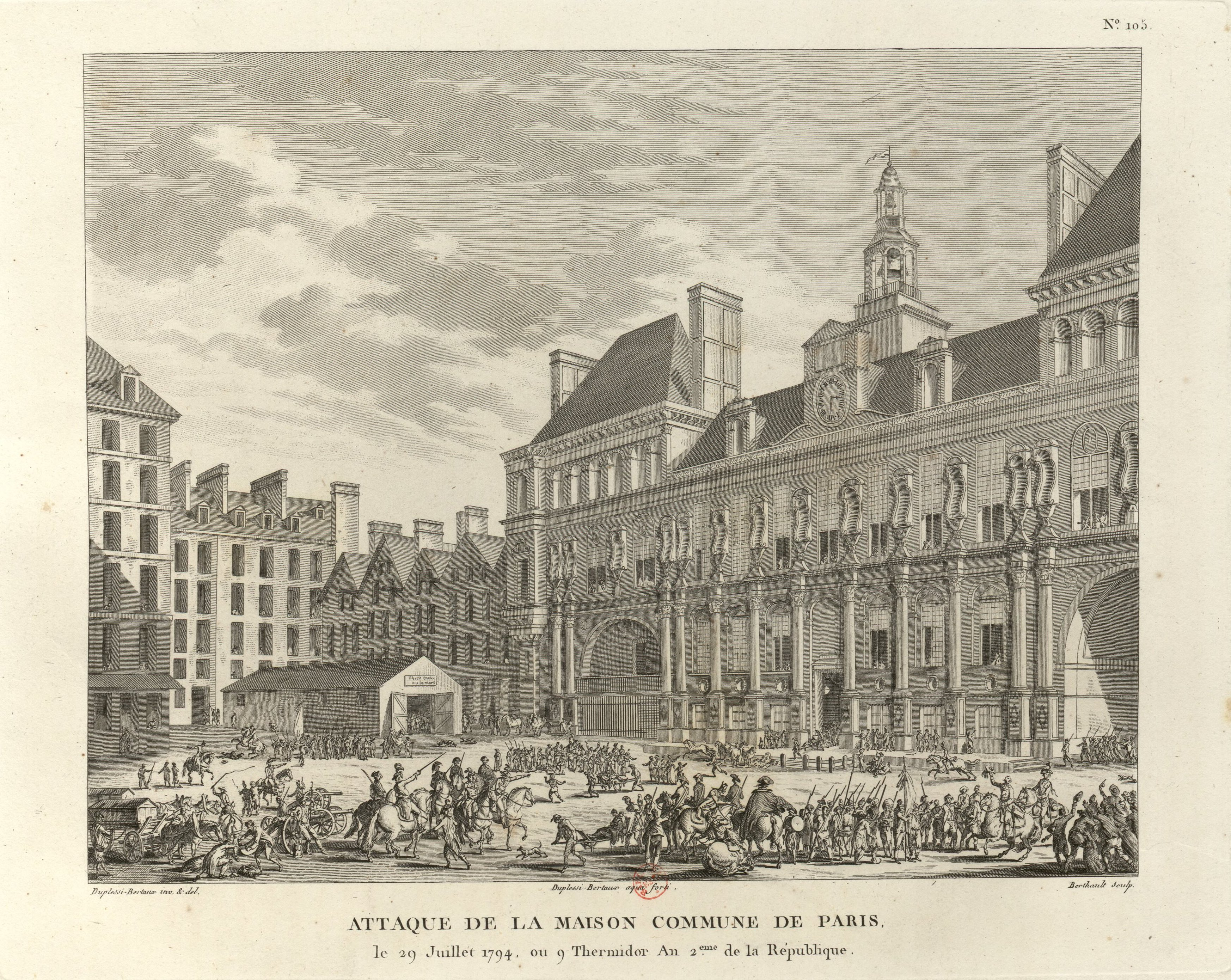
Ataque al ayuntamiento de París el 27 de julio de 1794 (caída de Robespierre).

La Comuna de París (1789-1795) fue, durante la Revolución francesa, el gobierno municipal de la ciudad de París, Francia. Establecida legalmente el 13 de julio de 1789, fue sustituida en la noche del 9 al 10 de agosto de 1792 por un consistorio insurreccional que fue desmantelado el 10 de termidor del año II (28 de julio de 1794). La Constitución del año III, que funda el Directorio en octubre de 1795, la sustituye por 12 distritos municipales.

## Antecedentes
En vísperas de la Revolución de 1789, la administración municipal de París se componía del preboste de los mercaderes (prévôt des marchands), asistido de 4 escabinos o concejales (échevins) y 36 delegados escogidos entre los miembros de las más antiguas familias burguesas de la ciudad. El preboste tenía además importantes funciones judiciales en materia de comercio y de «baja justicia». Esta estructura se mantenía, con algún que otro cambio, desde la Edad Media.

## La Comuna legal (julio de 1789-agosto de 1792)
En la noche del 12 de julio de 1789, ante los rumores de complot de la aristocracia y el temor a un ataque por parte del ejército real, los electores de París –que habían elegido a los representantes del Tercer Estado en los Estados Generales—, seguidos de una muchedumbre de parisinos asustados, se presentaron en el ayuntamiento para encargarse temporalmente del gobierno de la ciudad y pedir que se suministraran armas a la guardia urbana. Al día siguiente, 13 de julio, a la espera de que la Asamblea Constituyente decidiera la composición del gobierno municipal, se creó un comité permanente compuesto de electores y de antiguos miembros del consistorio, y se mantuvo por aclamación al preboste, Jacques de Flesselles. Se convocaron a los responsables de los distritos para organizar la defensa de la capital. La toma de la Bastilla y la ejecución de Flesselles por traición el 14 de julio precipitaron los acontecimientos. Después de la visita del rey Luis XVI a la Asamblea Constituyente el 16 de julio, los electores nombraron a Jean-Sylvain Bailly maire (alcalde) de París en sustitución de Flesselles, y se suprimió el cargo de preboste. Los 60 distritos de París eligieron a 280 (luego 300) representantes para la asamblea de la Comuna, y se escogieron 60 de ellos para conformar el concejo municipal. Se nombró al marqués de Lafayette comandante de una nueva guardia urbana que integró a las antiguas «guardias francesas» y pasó a llamarse Guardia Nacional. El Rey visitó la nueva municipalidad y fue recibido con todos los honores. Bailly le entregó las llaves de la ciudad en una bandeja de plata, y el Rey confirmó los nuevos nombramientos.
El 30 de julio de 1789, la asamblea general y el concejo se fundieron en un solo organismo de 120 miembros elegidos que adoptaron el nombre de «Representantes de la Comuna de París». En la Comuna predominaba la burguesía, que llevaba la política moderada marcada por la Asamblea Constituyente. Pero en los distritos parisinos mandaban las clases populares que solo se sometían parcialmente a la dirección comunal y se arrogaban el derecho de subordinar los decretos de la Comuna a sus decisiones. Las diferencias fueron en aumento. Marat y Danton, desde el distrito de los Cordeleros, atacaban a la Comuna y la prensa la acusaba de querer restablecer el «despotismo burgués». Desacreditados, divididos por luchas intestinas y obstaculizados por una organización desigual, el Concejo y la Asamblea comunal dimitieron.
A este primer ayuntamiento sucedió un organismo más definitivo establecido por decreto de la Asamblea Constituyente el 21 de mayo de 1790. Dividía París en 48 sectores, e instauraba un bureau compuesto por un alcalde y 16 administradores, asistidos por un concejo municipal de 32 miembros y un consejo general compuesto por 96 notables de la ciudad. Un procurador y dos sustitutos se encargaban de defender los intereses de los ciudadanos. Bailly siguió como alcalde.
Prosiguieron las tensiones con las secciones y al año siguiente, el 17 de julio de 1791, Bailly y Lafayette ordenaron disparar sobre la muchedumbre que se manifestaba en el Campo de Marte para pedir la destitución del Rey tras su intento de fuga hacia el extranjero y su arresto en Varennes. La Asamblea Constituyente aprobó la decisión de la Comuna, pero Bailly, desacreditado ante el pueblo, dimitió en septiembre aunque se mantuvo en el puesto hasta noviembre, fecha en la que se renovó la municipalidad. La Asamblea Constituyente acababa de disolverse para dejar paso a la primera Asamblea Legislativa nacida de unas elecciones.
El 14 de noviembre de 1791, Jérôme Pétion de Villeneuve, uno de los oradores más renombrados de la Asamblea, fue elegido alcalde de París, y le asistía un cuerpo municipal de 24 miembros. Danton fue designado sustituto del procurador. Si hasta entonces la Comuna se había mantenido en una línea francamente constitucionalista, tras los acontecimientos del verano empezó a mostrar tendencias republicanas y se colocó bajo la influencia directa del club de los Jacobinos y del club de los Cordeleros. Cuando se confirmó la alianza de la monarquía con las potencias extranjeras para derrocar la Revolución, la Comuna se volvió insurreccional.